# فرانسس ریموند
فرانسس ریموند (انگلیسی: Frances Raymond؛ ۲۴ مه ۱۸۶۹ – June 18, 1961 (aged 92)) بازیگر اهل ایالات متحده آمریکا بود.
از فیلم‌هایی که وی در آن نقش داشته‌است، می‌توان به هفت شانس و کالیفرنیا درست روبه‌رو اشاره کرد.